# HMS Audacious (1912)
Pour les autres navires du même nom, voir HMS Audacious.
Le HMS Audacious est un cuirassé super-dreadnought de classe King George V de la Royal Navy.

## Histoire
Pour sa mise en service, il rejoint ses sister-ships dans la 2nd Battle Squadron. Les quatre représentent la Royal Navy lors des célébrations de la réouverture du canal de Kiel en Allemagne en juin 1914.
Entre le 17 et le 20 juillet, l’Audacious participe à une simulation de mobilisation et de revue de flotte dans le cadre de la réponse britannique à la crise de juillet. Arrivé à l'île de Portland le 25 juillet, il reçoit l'ordre de se rendre avec le reste de la Home Fleet à Scapa Flow quatre jours plus tard pour protéger la flotte d'une éventuelle attaque surprise de la marine impériale allemande. Après le début de la Première Guerre mondiale en août, la Home Fleet est réorganisée en tant que Grand Fleet et placée sous le commandement de l'amiral John Jellicoe. Le mois suivant, le navire est réaménagé au HMNB Devonport et rejoint la Grand Fleet début octobre.
Des rapports répétés de sous-marins à Scapa Flow conduisent Jellicoe à conclure que les défenses y sont inadéquates et il ordonne que la Grand Fleet soit dispersée vers d'autres bases jusqu'à ce que les défenses soient renforcées. Le 16 octobre, le 2nd Battle Squadron est envoyé au Loch na Keal sur la côte ouest de l'Écosse. L'escadre part pour un entraînement au tir au large de l'île de Toraigh, en Irlande, le matin du 27 octobre. L’Audacious touche une mine à 8 h 45, posée quelques jours plus tôt par le poseur de mines auxiliaire allemand SS Berlin. Le capitaine Cecil Dampier, pensant que son navire avait été torpillé, hisse l'avertissement sous-marin ; conformément aux instructions, les autres cuirassés quittent la zone, laissant les petits navires derrière eux pour porter secours.
L'explosion se trouve à 4,9 m sous le fond du navire, à environ 3 m en avant de la cloison transversale à l'arrière de la salle des machines bâbord. La salle des machines et les compartiments extérieurs adjacents sont immédiatement inondés, l'eau se propage plus lentement vers la salle des machines centrale et les espaces adjacents. Le navire prend rapidement une gîte à bâbord allant jusqu'à 15 degrés, ce qui est réduit par des compartiments de contre-inondation sur le côté tribord, de sorte qu'à 9 h 45, la gîte n'a atteint que neuf degrés alors qu'il y a une forte houle. Le croiseur léger Liverpool se tient prêt, tandis que Jellicoe ordonne à tous les destroyers et remorqueurs disponibles de l'aider, mais n'envoie aucun cuirassé pour remorquer l’Audacious en raison de la prétendue menace sous-marine. Après avoir intercepté les appels de détresse du dreadnought sinistré, le paquebot Olympic arrive sur les lieux.

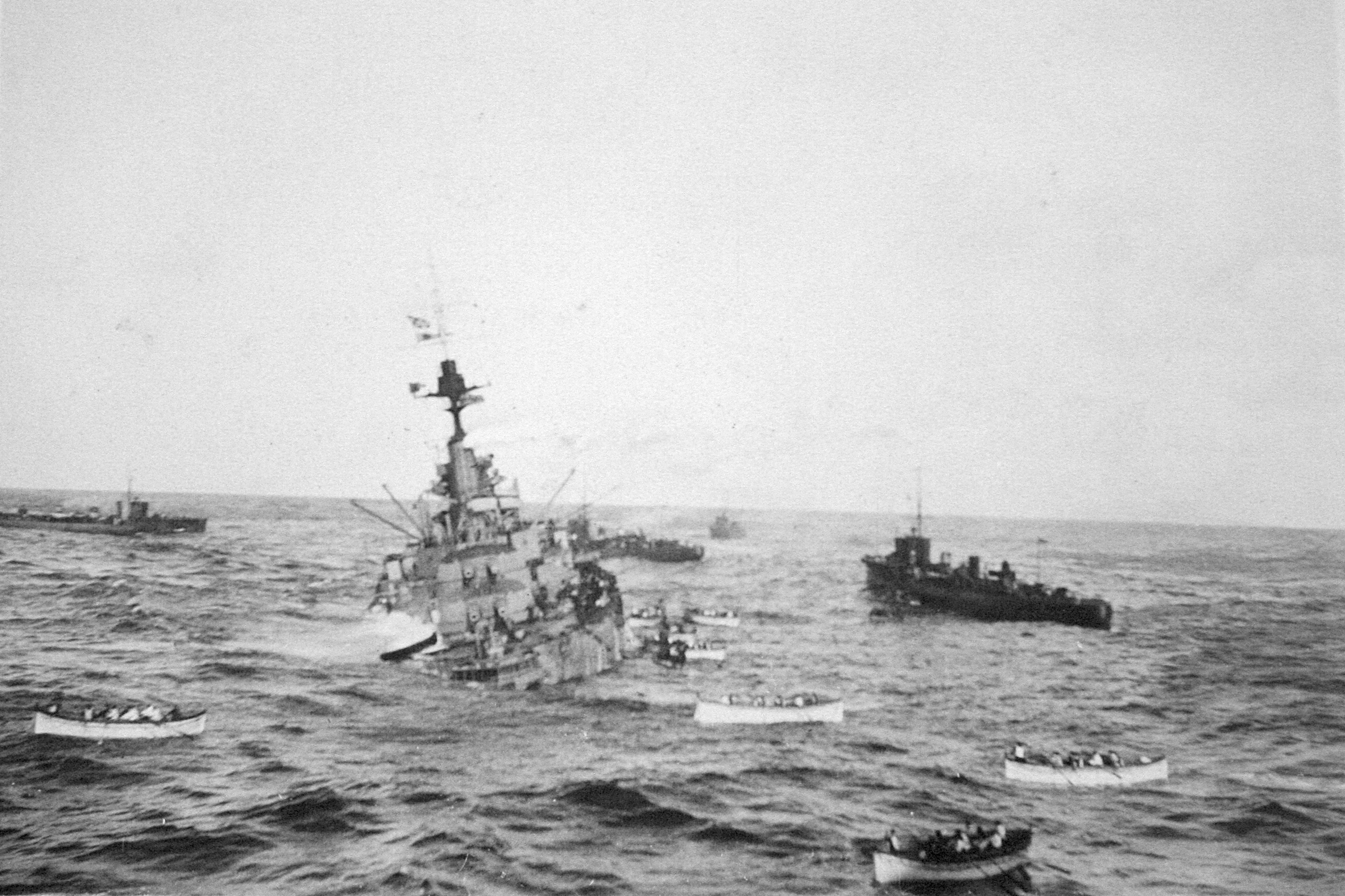
Le Liverpool (à gauche) et le Fury (au centre), en combinaison avec l’Olympic, tentent de prendre l’Audacious en remorque (Vue de l’Olympic)

Le navire peut avancer à 9 nœuds (17 km/h), Dampier croit qu'il a une chance de faire les 25 milles marins (46 km) pour atterrir et échouer le navire, alors il tourne l’Audacious vers le sud et se dirige vers Lough Swilly. Le navire avait parcouru 15 milles marins (28 km) lorsque la montée des eaux force l'abandon des salles des machines centrale et tribord, il dérive jusqu'à s'arrêter à 10 h 50. Dampier ordonne que tout l'équipage non essentiel s'en aille, seuls 250 hommes restent à bord à 14 h. À 13 h 30, le capitaine Herbert Haddock, le capitaine du paquebot, suggère de prendre l’Audacious en remorque. Dampier accepte, et avec l'aide du destroyer Fury, une ligne de remorquage est passée 30 minutes plus tard. Les navires commencent à bouger, mais la ligne se casse alors que l’Audacious tente à plusieurs reprises de se tourner face au vent. Le Liverpool et le charbonnier SS Thornhill qui vient d'arriver tentent alors de prendre le cuirassé en remorque, mais les lignes rompent avant.
Le vice-amiral Lewis Bayly, commandant de la 1re escadre, arrive sur les lieux à bord du navire d'embarquement océanique Cambria et prend en charge l'opération de sauvetage. En apprenant que deux navires avaient été minés dans la région la veille et qu'il n'y avait aucune menace de sous-marins, Jellicoe ordonne au cuirassé pré-dreadnought Exmouth à 17 h de tenter de remorquer l’Audacious. Dampier ordonne que tous les hommes sauf 50 partent à 17 h et Bayly, Dampier et les hommes restants sur le navire quittent le navire à 18 h 15 à la tombée de la nuit.
Juste au moment où l’Exmouth arrive vers le groupe à 20 h 45, l’Audacious prend un coup de talon, s'arrête puis chavire. Il flotte à l'envers avec la proue levée jusqu'à 21 h, lorsqu'une explosion se produit et projette des morceaux à 91 m dans les airs, suivie de deux autres. L'explosion semble provenir du magasin B, il s'agit probablement d'un ou plusieurs obus hautement explosifs tombant de leurs supports et explosant, puis enflammant la cordite dans le magasin. Un morceau de plaque de blindage vole à 730 m et tue un officier marinier à bord du Liverpool. C'est la seule victime en rapport avec le naufrage.
Jellicoe propose immédiatement que le naufrage soit gardé secret, ce que le Conseil de l'Amirauté et le Cabinet britannique acceptent, un acte qui sera ridiculisé plus tard. Pour le reste de la guerre, le nom Audacious reste sur toutes les listes publiques de mouvements et d'activités de navires. De nombreux Américains à bord de l’Olympic prennent de nombreuses photos et même un film. Le 19 novembre 1914, l'Allemagne apprend la perte du navire.
Le 14 novembre 1918, peu de temps après la fin de la guerre, un avis annonçant officiellement la perte paraît dans le Times.
Un comité d'examen de la Royal Navy juge qu'un facteur contributif à la perte est que l’Audacious n'était pas aux postes d'action, avec des portes étanches verrouillées et des équipes de contrôle des dommages prêtes. Des tentatives furent faites pour utiliser les pompes de circulation du moteur comme pompes de cale supplémentaires, mais la montée rapide de l'eau l'a empêché. Bien que les écoutilles étaient ouvertes au moment de l'explosion, on a affirmé qu'elles étaient toutes fermées avant que la montée des eaux ne les atteigne. Outre les dommages au fond du navire, on a constaté que de l'eau s'était propagée à travers les cloisons en raison de joints défectueux autour des tuyaux et des vannes, des tuyaux cassés et des écoutilles qui ne se fermaient pas correctement.
L'épave de l’Audacious est filmée pour l'émission télévisée Deep Wreck Mysteries sur History Channel en 2008. Le programme présente une enquête sur l'épave et les circonstances de sa perte par l'archéologue nautique Innes McCartney et l'historien naval Bill Jurens. La tourelle B et une partie de sa barbette furent soufflées hors de l'épave par l'explosion.